# Lagrangià
El lagrangià ({\displaystyle L}) és una funció escalar de les variables dinàmiques d'un sistema físic. Rep el seu nom de Joseph Louis Lagrange que entre els anys 1772 i 1788 va reformular la mecànica newtoniana. Matemàticament es pot derivar mitjançant el principi de Hamilton que pot ser expressat breument com:
El moviment d'un sistema en un interval de temps de t1 fins a t₂ és tal que la integral de línia {\displaystyle S=\int _{t_{1}}^{t_{2}}L\,dt} té un valor estacionari per al camí correcte.
El lagrangià L es defineix com L = T - V, on T és l'energia cinètica, V l'energia potencial i S és el que s'anomena acció. Matemàticament estacionari s'expressa com:
{\displaystyle \delta S=\delta \int _{t_{1}}^{t_{2}}L(q_{1},...,q_{n},{\dot {q_{1}}},...,{\dot {q_{n}}},t)\,dt=0}
Amb això es deriven les equacions de (Euler-)Lagrange:
{\displaystyle {\frac {d}{dt}}{\frac {\partial L}{\partial {\dot {q_{i}}}}}-{\frac {\partial L}{\partial q_{i}}}=0,i=1,2,\ldots ,n}
per les n coordenades generalitzades.
Per a més informació, vegeu l'article formulació lagrangiana.